# Centaurium favargeri
Centaurium favargeri là một loài thực vật có hoa trong họ Long đởm. Loài này được Zeltner mô tả khoa học đầu tiên năm 1970.